# 이색둥근잎박쥐
이색둥근잎박쥐 또는 이색잎코박쥐(Hipposideros bicolor)는 잎코박쥐과에 속하는 박쥐의 일종이다. 인도네시아와 말레이시아, 필리핀, 태국, 동티모르에서 발견된다.